# Долон
Вижте пояснителната страница за други значения на Долон.
Долон в древногръцката митология е троянски боец, син на Евмед. Описан е предимно от Омир в „Илиада”. Според мита, Хектор го изпраща като разузнавач и вредител във вражеския стан „да запали корабите”, „да избие ахейците” и като цяло „да внесе хаос в многобройните им редици”. Долон облича вълча кожа и в своите движения подражава на животното. Така е заловен и по-късно убит от Диомед и Одисей.